# Јо Антви
Јао Антви (енгл. Yaw Antwi; Сунјани, 15. јун 1985) је гански фудбалер који игра на позицији нападача. Одиграо је три утакмице за репрезентацију Гане. 

## Каријера
Каријеру је почео у Бофоаква Таноу, из кога је 2007. прешао у Либерти профешоналс. У лето 2009. прелази у српског суперлигаша Напредак из Крушевца. Након добрих партија у Напретку, у лето 2010. прелази у новосадску Војводину. 
Током фебруара 2012. Антви је је отишао на позајмици у Металац из Горњег Милановца, где је одиграо само једну утакмицу и већ у марту је напустио клуб. Августа 2012. је прослеђен на позајмицу у Бежанију, где је у полусезони одиграо само једну утакмицу.
У другом делу сезоне 2013/14. је играо за ФК Тимок у Првој лиги Србије, а током првог дела сезоне 2014/15. је играо за Инђију.

## Репрезентација
Био је члан репрезентације Гане до 20 година, а за сениорску репрезентацију Гане је дебитовао 15. октобра 2008. у пријатељском мечу против Јужне Африке, када је постигао и први гол у дресу репрезентације.